# Gens Apústia
La gens Apústia (en llatí Apustia gens) era una gens romana de la que alguns membres van agafar el cognom de Ful·ló (Fullo).
Persones destacades de la família van ser:
- Luci Apusti Ful·ló cònsol el 226 aC
- Lluci Apusti va ser comandant de les forces romanes a Tàrent el 215 aC.
- Luci Apusti (legat), militar romà.
- Publi Apusti, ambaixador romà davant del rei d'Egipte Ptolemeu VI Filomètor.[3]